# 384

## Събития

### Според мястото

#### Римска империя
- Женитба на Стилихон с племенницата на Теодосий, Серена.